# チャールズ・ポンソンビー (第2代ド・モーリー男爵)
第2代ド・モーリー男爵チャールズ・フレデリック・アシュリー・クーパー・ポンソンビー（英: Charles Frederick Ashley Cooper Ponsonby, 2nd Baron de Mauley、1815年9月12日 – 1896年8月24日）は、イギリスの貴族、政治家。ホイッグ党、のち自由党に属し、庶民院議員を務めた後、1886年に自由統一党に転じた。

## 生涯
初代ド・モーリー男爵ウィリアム・ポンソンビーと妻バーバラ（Barbara、1788年10月19日 – 1844年6月5日、第5代シャフツベリ伯爵アントニー・アシュリー＝クーパーの娘）の息子として、1815年9月12日にセント・ジョージ・ハノーヴァー・スクエアで生まれ、セント・メリルボーン教区教会で洗礼を受けた。イートン・カレッジで教育を受けた。
1837年イギリス総選挙でホイッグ党候補としてプール選挙区から出馬、278票（得票数1位）を得て当選した。1841年イギリス総選挙で231票（得票数1位）を得て再選した後、1847年イギリス総選挙をもって議員を退任した。1848年5月にサイレンセスター選挙区の補欠選挙に出馬したが、130票（得票数2位）で保守党候補に敗れた。1851年3月にダンガーヴァン選挙区の補欠選挙に出馬して、158票（得票数1位）を得て当選した後、1852年イギリス総選挙をもって議員を退任した。
1855年5月16日に父が死去すると、ド・モーリー男爵位を継承した。
1883年時点でサマセット州に2,457エーカー（年収7,433ポンド相当）、オックスフォードシャーに1,255エーカー（年収1,901ポンド相当）の領地を所有したが、サマセット州の領地は1915年までに売却されてド・モーリー男爵家の手を離れている。
1886年に離党して自由統一党に転じた。
1896年8月24日にインチチュアで急死、29日にオックスフォードシャーのリトル・ファリンドンで埋葬された。長男ウィリアム・アシュリー・ウェブが爵位を継承した。

## 家族
1838年8月9日、マリア・ジェーン・エリザベス・ポンソンビー（Maria Jane Elizabeth Ponsonby、1819年3月14日 – 1897年9月13日、第4代ベスバラ伯爵ジョン・ポンソンビーの娘）と結婚、5男5女をもうけた。
- アリス・バーバラ・マリア（1840年1月26日 – 1846年6月7日[5]）
- エミリー・プリシラ・マリア（1841年11月27日[5] – 1926年5月12日） - 1870年6月2日、チャールズ・ウィリアム・ノーマン・オグルヴィ（Charles William Norman Ogilvy、1903年6月7日没）と結婚、子供あり[6]
- ウィリアム・アシュリー・ウェブ（1843年3月2日 – 1918年4月13日） - 第3代ド・モーリー男爵[6]
- ジョージ（1844年7月 – 1845年8月24日[5]）
- モーリス・ジョン・ジョージ（1846年8月7日 – 1945年3月15日） - 第4代ド・モーリー男爵[7]
- フレデリック・ジョン・ウィリアム（1847年8月28日 – 1933年8月25日） - 1877年2月1日、マーガレット・ファニー・ハワード（Margaret Fanny Howard、1919年没、フレデリック・ジョン・ハワードの娘）と結婚、子供あり[6]
- メアリー・アリス（1849年4月1日 – 1872年7月13日[5]）
- エドウィン・チャールズ・ウィリアム（1851年10月13日 – 1939年10月15日） - 1878年12月10日、エミリー・ドラ・クープ（Emily Dora Coope、1897年10月3日没、オクタヴィアス・クープ（英語版）の娘）と結婚、子供あり。1906年2月17日、ヒルダ・マリオン・スミス（Hilda Marion Smith、1943年10月15日没、ロバート・スミスの娘）と再婚[8]
- ヘレン・ジェラルディン・マリア（1852年12月12日 – 1954年8月27日） - 1877年7月25日、第19代モートン伯爵ショルト・ダグラス（英語版）と結婚、子供あり[9][10]
- ダイアナ・イザベル・マリア（1855年3月27日 – 1875年3月27日[5]）

ド・モーリー男爵夫人は第2代ド・モーリー男爵の伯父の娘、すなわち男爵の従妹にあたる。